# Tundla
Tundla é uma cidade  no distrito de Firozabad, no estado indiano de Uttar Pradesh.

## Geografia
Tundla está localizada a 27° 12′ N, 78° 17′ L. Tem uma altitude média de 168 metros (551 pés).

## Demografia
Segundo o censo de 2001, Tundla tinha uma população de 40,336 habitantes. Os indivíduos do sexo masculino constituem 53% da população e os do sexo feminino 47%. Tundla tem uma taxa de literacia de 72%, superior à média nacional de 59.5%: a literacia no sexo masculino é de 78% e no sexo feminino é de 66%. Em Tundla, 14% da população está abaixo dos 6 anos de idade.